# Watani-Partei
Die Watani-Partei (arabisch الحزب الوطني, DMG al-Ḥizb al-Waṭanī ‚Nationale Partei‘) war eine nationalistische politische Partei in Ägypten.
Die 1895 als politische Bewegung gegründete Watani-Partei wurde von Mustafa Kamil Pascha, einem frankophilen Journalisten aus Alexandria, angeführt. Die Plattform der Watani bestand hauptsächlich aus der städtischen Bourgeoisie, Sympathisanten der Monarchie und dem Khedive Abbas II., einem bekannten Anglophobiker. Die Partei gab ab 1900 auch eine Zeitung heraus, Al Liwa (arabisch: Die Flagge), die sich eindeutig gegen die Briten richtete. Im selben Jahr ernannte Abdul Hamid II. Mustafa Kamil wegen seiner Unterstützung für das Osmanische Reich zum Pascha. Nach dem Denshawai-Zwischenfall im Jahr 1906 verstärkte sich ihre antibritische Haltung.
Am 22. Oktober 1907, nach dem ersten Watani-Kongress, wurden die Watani offiziell zu einer Partei. Während des Kongresses sprach sich Mustafa Kamil für die konstitutionelle Monarchie aus. Allerdings starb Kamil nur zwei Monate nach dem Kongress, und die Watani wurde von Mohammad Farid beerbt. Unter Farids Führung unterstützte die Partei die Monarchie, die Politik von Recht und Ordnung und den Etatismus,  insbesondere nach der Ermordung des Premierministers Boutros Ghali im Jahr 1910. Ironischerweise war der Attentäter von Boutros Ghali ein Sympathisant der Watani.
Nach dem Ende des Ersten Weltkriegs und dem Tod von Farid im Jahr 1919 begann der Niedergang der Partei. Mohammad Hafiz Ramadan Bey führte die Watani an und begann eine Pro-Wafd-Politik, die zur ersten politischen Partei in Ägypten wurde. Die Watani gewann bei den Wahlen nicht viele Sitze, und nach dem Staatsstreich von 1952 wurde die Partei verboten.